# Nemoria gladysae
Nemoria gladysae là một loài bướm đêm trong họ Geometridae.